# Distretto elettorale di Gibeon
Il distretto elettorale di Gibeon è un distretto elettorale della Namibia situato nella Regione di Hardap con 12.122 abitanti al censimento del 2011. Il capoluogo è la città di Gibeon.